# Народно позориште у Сомбору
Народно позориште у Сомбору налази се на Тргу Косте Трифковића бр. 2, изграђено је 1882. године, а 1997. године уписано је у регистар споменика културе, као културно добро од великог значаја. Део је Европске руте историјских театара (The european route of historic theatres), која има за циљ неговање културне баштине одабраних европских позоришта насталих између 1500. и 1900. године.

## Историјат позоришта
Први писани траг о почецима позоришног живота у Сомбору потиче из 1578. године, појавом Ибрахима – извођача позоришних сенки у сомборској касаби. 1779. године је забележено извођење комада о лоше васпитаном младићу, од стране наставника Граматикалне школе, фрањевца Герарда Боде и његових ученика. 1813. године забрањено је извођење позоришног комада Иштвана Балога „Црни Ђорђе“ о Првом српском устанку. Следе гостовања мађарских и немачких путујућих трупа која су одржавала представе у хотелу „Ловачки рог“ или у сали Градске куће. Српско дилетантско позориште при учитељској школи извело је током 1840. године Стеријине комаде: „Светислав и Милева“, „Милош Обилић или паднуће Сербскога царства“ и „Тврдица“.
Током 1847 – 1848, и од 1860. године, у Сомбору је представе давало српско Дилетантско позориште, наступајући са богатим репертоаром на српском језику, а током 1880-1881. честа су била гостовања и Српског народног позоришта из Новог Сада. 
Након првих расправа о изградњи позоришта у Сомбору, 1869. године, и припрема, предлога изградње, организовања одбора, основања Акционарског друштва, расписивања конкурса, одабран је нацрт Адолфа Вајта, купљено је земљиште, и 1. децембра 1881. донета је одлука о изградњи зграде позоришта. Већ 25. новембра 1882. године одржана је прва представа „Rang és mód“ Јожефа Сигетија. 
Како није имао свој позоришни ансамбл, град је позоришно здање уступао гостујућим српским и мађарским позоришним трупама, као и Српском народном позоришту из Новог Сада и Народном позоришту из Београда. 
Преуређења унутрашњости зграде и сале, као и реновирања, извршена су већ током прве деценије 20. века, а и током 20-тих и 30-тих година, и коначно 70-80-тих година 20. века.
Први професионални градски позоришни ансамбл настао је из Дилетантског позоришта основаног после 2. светског рата, а прва представа „Палтон Кречет“, руског писца Александра Корњечука, изведена је 7. септембра 1946. године. 1952. године прераста у Народно позориште.

## Опис зграде и сцене
Зграда позоришта је смештена у старом градском језгру, а својим складним и одмереним линијама у духу класицизма представља једно од најрепрезентативнијих позоришта на подручју Војводине. Крајем седамдесетих година XX века извршена је доградња, реконструкција и адаптација, када је додавањем другог крила објекат добио симетричан изглед, сасвим у складу духа времена у коме је настао. Посебан акценат фасади са монументалним прочељем и два крила даје испад у виду трема у приземљу са балконом на спрату и фронтон са тосканским и јонским пиластрима и тимпаноном. Богат ентеријер у барокном стилу, са сликаном и штуко декорацијом, рађен по узору на бечка и пештанска позоришта један је од ретких позоришних простора који је до данас сачуван у аутентичном облику.

## Основне карактеристике
Народно позориште има две сцене: Велику сцену, са гледалиштем од 300 места, и Студио 99, са гледалиштем од 99 места; две пробне сале, 12 гардероба и 3 радионице.
Корисна површина објекта: 4474 m²

Број етажа: подрум+П+1

Ширина/дубина/висина сцене: ВС: 15,5 м/12 м/14 м

Ширина/висина порталног отвора: ВС: 8,2 м/4,5-6,5м

Ширина/дубина просценијума: ВС: 9 м/1,2 м

Корисна ширина цугова: ВС: 12-14 м

Ширина/дубина оркестарске јаме: ВС: 9 м/3,6 мм (40 учесника)
 
Величина сцене 99: 9x6 м, висина 4,5 м 

## Репертоар
У Сомбору су режирали најистакнутији редитељи свије генерације: Мата Милошевић, Марко Фотез, Јован Путник, Славољуб Стевановић Раваси, Љубомир Драшкић, Дејан Мијач, Паоло Мађели, Вида Огњеновић, Љубиша Ристић, Јагош Марковић, Горчин Стојановић, Кокан Младеновић и многи други. Извођени су најзначајнији домаћи и светски позоришни класици, али и нова, авангардна драмска литература.
Најновији репертоар за 2020. годину чине: „Кад би Сомбор био Холивуд“ – Кокан Младеновић, „Ово није државни посао“ - Даница Грубачки, „Тенор на зајам“ - Кен Лудвиг, „Кисеоник“ – Софија Мијатовић, „Самоубица“ – Николај Ердман, „Дует за солисту“ – Том Кемпински, „Семпер идем“ – Ђорђе Лебовић, „Папа Јована“ – Леа Јевтић, „Сумњиво лице“ – Бранислав Нушић.
Током паузе у раду позоришта од марта 2020. године (пандемија), у позоришту се врши сређивање архивске грађе позоришта. Врши се адаптација простора, уређивање и сортирање архивске грађе, што се реализује сопственим ресурсима. Очекује се и реализација пројекта дигитализације архиве.

## Фестивал Позоришни маратон
Од 1993. године свака позоришна сезона завршава се фестивалом Позоришни маратон. Током три дана и три ноћи, једна за другом, смењују се представе гостујућих позоришта, позоришних група и студената драмских факултета. Маратон завршава представа Народног позоришта Сомбор која је имала премијеру у претходној сезони. Маратон прате програми попут промоција књига, концерата, трибина, изложби, са гостима из земље и иностранства.
Ово правило прекршено је само 2008. и 2014. године, када је маратон трајао чак седам дана. 
На Маратону се уручује и награда, установљена 1992. године – „Никола Пеца Петровић“ за најуспешнијег позоришног менаџера. Ово је начин да се очува успомена на управника који је Народно позориште сврстао у ред најбољих позоришта у земљи.